# José Pliya
José Pliya, né le 17 avril 1966 à Cotonou (république du Dahomey) et mort le 12 avril 2025 à Miami (États-Unis), est un écrivain et dramaturge béninois et français.
Il est l'auteur d'une douzaine de pièces publiées aux éditions L'Avant-scène théâtre et l'Académie française et lauréat du prix du jeune théâtre André-Roussin pour Le Complexe de Thénardier en 2003.

## Biographie
José Pliya, fils de l'écrivain Jean Pliya, naît à Cotonou le 17 avril 1966. 
En 1998, il devient directeur de l’Alliance française de La Dominique.  
Entre 2005 et 2015, il assure la direction de L’Artchipel, scène nationale de Guadeloupe, où il concrétise deux projets phares : « Nouvelles écritures scéniques » et « Mythologies actuelles de Guadeloupe ». En 2016, il s’installe à Marseille et y crée une compagnie nationale reconnue par le ministère de la Culture. 
Le 10 mai 2023, le président du Bénin, Patrice Talon, le nomme comme son chargé de mission aux Arts et à la Culture. Auparavant, il occupe le poste de directeur général de l'Agence nationale de promotion des Patrimoines et de développement du Tourisme (ANPT) au Bénin. 

## Œuvres littéraires
- Négrérrances suivi de Konda le roquet et de Concours de circonstances, L'Harmattan, 1997, 192 p. (ISBN 978-2738454034)
- Le complexe de Thénardier, L’Avant-scène théâtre, coll. « Collection des Quatre-Vents Contemporain », 2001 (ISBN 978-2-907468-79-4)
- Une famille ordinaire, L’Avant-scène théâtre, coll. « Collection des quatre-vents », 2002 (ISBN 978-2-907468-95-4)
- Cannibales - suivi de Pudeur, L’Avant-scène théâtre, 2004
- José Pliya et Dominique Lanni, La sœur de Zarathoustra, L'Avant-scène théâtre, coll. « Collection des quatre-vents », 2008 (ISBN 978-2-7498-1092-8)
- La Farce de Maître Pathelin, L'Avant-scène théâtre, 2018, 87 p. (ISBN 978-2749814001)

## Metteur en scène
- 2009 : De la race en Amérique de Barack Obama, Théâtre de la Tempête.

## Distinctions

### Prix
- Lauréat du prix du jeune théâtre de l'Académie française (2003)[3].

### Décoration
- Chevalier de l'ordre des Arts et des Lettres (2022).